# 三朝町立三朝小学校
三朝町立三朝小学校（みささちょうりつ みささしょうがっこう）は、鳥取県東伯郡三朝町本泉にある公立小学校。

## 概要
三朝町立東小学校・三朝町立西小学校・三朝町立南小学校の3つの小学校を統合。校舎は旧西小学校を活用する形で開校した。

## 沿革
- 2019年（平成31年・令和元年）
  - 4月1日 - 東小学校・西小学校・南小学校を統合して開校。（三朝町大字大瀬1170番1号）
  - 4月5日 - 校章旗・校旗完成。
  - 4月8日 - 開校式と最初の始業式挙行。
  - 4月9日 - 第1回入学式挙行。
  - 5月25日 - 第1回運動会開催。
- 2020年（令和2年）
  - 3月6日 - 新型コロナウイルス感染拡大の影響で、修了式が行えなくなったため、この日の朝に臨時全校集会を行い、これを修了式の代わりとした。
  - 3月10日 - 第1回卒業式挙行。
- 2024年（令和6年）
  - 9月17日 - 新校舎建築工事終了[2]。
  - 9月21日 - 新校舎竣工式挙行[3]。
  - 10月25日 - 新校舎に移転し、授業を開始する[4][5]。

## 通学区域
- 三朝町全域

## 交通アクセス
- 日ノ丸自動車（穴鴨線・小河内線）・三朝町営バス『みささサンサンバス』（穴鴨線・小河内線・徳本線）で、「三朝小学校前」バス停下車[6]。
- 西日本旅客鉄道（JR西日本）山陰本線倉吉駅から、
  - 上述の日ノ丸自動車バスに乗車し、
    - 「74」系統・穴鴨線に乗車し12分、「三朝小学校前」バス停下車。
      - 逆方向の倉吉駅方面行は、「75」系統・小河内線を利用。ただし、「74」系統・「75」系統共、1日1本のみの運行。

    - 上記以外の三朝方面行系統で、「三朝町役場前」バス停下車後、徒歩。

  - 車で約6km・約10分。

## 周辺
- 三朝町役場
- 総合文化ホール
- 三朝町立みささ図書館
- 天神川
- 三徳川
- 三朝町立三朝中学校（進学先中学校）
- 農林漁業者トレーニングセンター
- 町営三朝野球場